# Fax

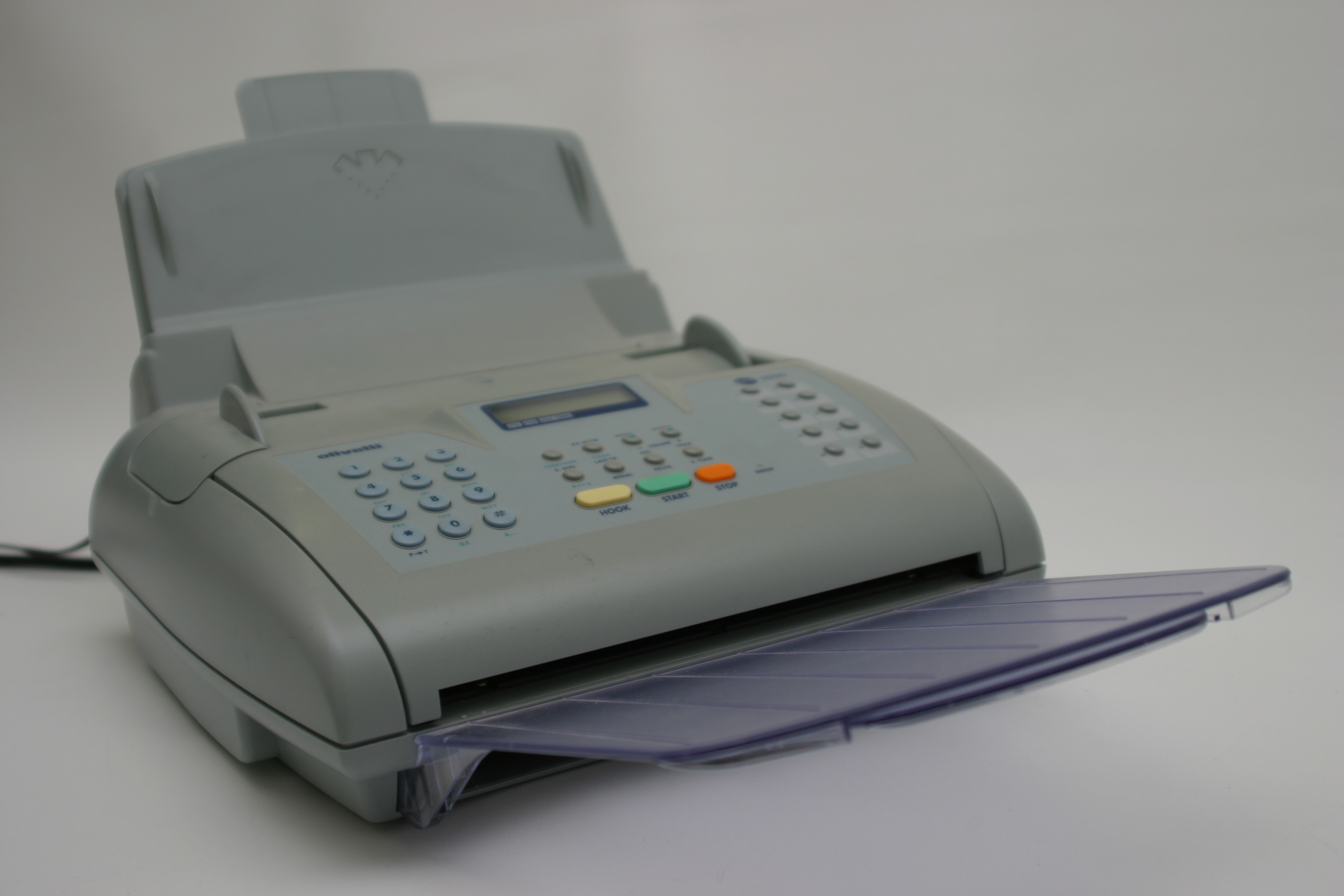
Moderne fax (model uit 2007)

Telefacsimile, meestal afgekort tot (tele)fax, is een communicatiemiddel. De naam kan via het Griekse woord τήλε (tèle), wat ver betekent, en het begrip facsimile worden herleid tot 'replica op afstand'. De digitale fax is in Japan ontwikkeld, parallel met de ontwikkeling van de telex in de westerse wereld.
Fax is de naam van het communicatiemiddel, maar ook van het daarvoor benodigde apparaat en een ontvangen bericht.

## Geschiedenis
De faxmachine vindt zijn oorsprong bij de Schotse uurwerkmaker Alexander Bain, die op 27 mei 1843 een octrooi verkrijgt op de "kopieertelegraaf". Hij gebruikte zijn kennis over elektrische slingerklokken om een mechanisch aangedreven apparaat te bedenken. Via een slinger wordt het bericht, dat in een metalen plaat is gestanst, lijn voor lijn afgetast. Waar de slinger het metaal raakt, zal er een elektrische stroom lopen, die door een draad naar de ontvangstzijde wordt geseind. Bij de ontvanger beweegt een identieke slinger over een vel chemisch behandeld papier. Op de plaatsen waar de stroom door het papier loopt, treedt een verkleuring op, waardoor een reproductie ontstaat van het originele bericht.
Vanwege technische problemen lukte het Bain echter niet om een werkend apparaat te maken. Door enkele belangrijke verbeteringen door te voeren op Bains ontwerp wist de Brit Frederick Bakewell wel een bruikbare kopieertelegraaf te construeren. Hij demonstreerde zijn apparaat op de wereldtentoonstelling van 1851 in Londen, waar het de aandacht van veel publiek trok.
Het zou vervolgens nog wel tot 1861 duren voordat de eerste telefaxmachine in exploitatie werd genomen. De pantelegraaf, uitgevonden door de Italiaanse abt Giovanni Caselli, werd op commerciële schaal gebruikt tussen Parijs en Lyon. In 1881 bouwde een andere Schotse uitvinder, Shelford Bidwell, de telephotograph: de eerste faxmachine die het bericht optisch scande met behulp van een lichtgevoelige cel. Echter het probleem van synchronisatie tussen zender en ontvanger wist Bidwell niet op te lossen. Bij zijn apparaat waren zender en ontvanger op dezelfde as bevestigd.
Rond 1900 vond de Duitse natuurkundige Arthur Korn de Bildtelegraph uit, de eerste functionele fotografische faxmachine. Deze zou op grote schaal in Europa worden gebruikt, vooral nadat in 1908 te Londen een voortvluchtige juwelendief kon worden aangehouden wiens foto door de politie van Parijs naar Londen was verstuurd via de Bildtelegraph. Belangrijke concurrenten waren de Belinograaf van de Fransman Édouard Belin en vanaf de jaren 30 de Hellschreiber van de Duitser Rudolf Hell.
De telefax had als voordeel dat het gebruik kon maken van de ontwikkeling van de modem als communicatietechniek en er geen afzonderlijk netwerk voor nodig was — dit in tegenstelling tot de telex. Bovendien kon de fax afbeeldingen versturen, terwijl de telex alleen cijfers en letters in Latijns alfabet kon versturen. Daardoor begon de telefax sinds de jaren 80 geleidelijk de telex en zelfs de post te verdringen.
Aan het eind van de 20e eeuw werd de telefax op haar beurt grotendeels verdrongen door de e-mail. 

## Moderne ontwikkeling
Om de beperking van de baudotcode en het veel karakters tellende Japanse alfabet te omzeilen, begon men in Japan een manier te ontwikkelen om een blad papier optisch in te lezen en dan elektronisch te coderen (zie ook: scanner). De resulterende codering kon vervolgens worden gecomprimeerd en via een modem doorgestuurd naar een ander telefaxtoestel dat eveneens via een gewone telefoonlijn verbonden was.

## Apparatuur
Een fax kan een document lezen en via de telefoonlijn verzenden. Omgekeerd kan hij een document ontvangen en afdrukken. De resolutie van een faxpagina bedraagt 200 dpi. De fax werkt met een transmissiesnelheid van 14,4 kbit/s, hetgeen neerkomt op enkele pagina's per minuut, afhankelijk van de dichtheid van de beschreven faxpagina. Elke fax is ook geschikt om als kopieerapparaat te worden gebruikt; hiervoor is geen telefoonverbinding nodig. Veel faxen kunnen bovendien op een computer worden aangesloten en zijn dan geschikt als scanner en als printer.
De goedkopere faxen gebruiken thermisch papier op een rol. Duurdere machines werken met xerografie op normaal papier.
Moderne faxapparaten beschikken over Remote Diagnostics Services (RDS), een diagnose-service op afstand. RDS is in het leven geroepen om op afstand storingen aan de fax te kunnen verhelpen. Deze functionaliteit maakt het mogelijk om het geheugen van een fax uit te lezen en ook om instellingen te wijzigen.
Via deze diagnose-service kan ook het volledige faxverkeer worden afgetapt. De schade voor de gebruiker en zijn relaties is afhankelijk van de informatie die door het faxapparaat wordt ontvangen/verzonden.

## Verbinding
Een fax wordt aangesloten op een normale telefoonlijn. Bij voorkeur gebruikt men een aparte lijn, zodat de fax een eigen nummer heeft. Particulieren sluiten de fax vaak aan op de enige telefoonlijn. De fax heeft dan geen eigen telefoonnummer. Dat is bij een uitgaand gesprek of het verzenden van een fax geen probleem, maar bij een inkomend gesprek of het ontvangen van een fax soms wel. De meeste faxapparaten zijn echter in staat een inkomend faxbericht te herkennen, waarna ze dit afhandelen; een gewone oproep wordt dan doorgestuurd naar een aangesloten telefoontoestel.
In plaats van een echte fax kan ook een modem in de computer worden gebruikt. Dit levert bij verzending een betere kwaliteit, doordat er vaak geen document gescand hoeft te worden. Een ontvangen document wordt in de computer opgeslagen en kan op het scherm bekeken worden en desgewenst worden afgedrukt.

## Toepassingen
Correspondentie over contracten van profvoetballers gebeurde tot 2010 via de fax. Transfer worden sindsdien verwerkt met het FIFA Transfer Matching System.
In de Nederlandse rechtspraak werden tot 1 februari 2022 processtukken gefaxt naar rechtbanken. Met het ontvangstbewijs kon de zender altijd aantonen dat een document op tijd was gefaxt. Een fax maakt gebruik van ISDN. KPN is hiermee gestopt op 1 april 2022, waardoor een ander systeem noodzakelijk werd. Processtukken worden sinds 1 februari verstuurd met Veilig Mailen, waarmee stukken versleuteld verstuurd kunnen worden, in tegenstelling tot standaard e-mail.
Doktersrecepten, die voorzien zijn van een handtekening, worden gefaxt naar de apotheek, waarna later, na verstrekking van het door de arts voorgeschrevene, het originele recept volgt. In de zorg is het initiatief Faexit gestart om de fax uitgefaseerd te hebben uiterlijk in 2024.